# Jim Finks
(Un membro dello staff dei Bears)
Jim Finks, pseudonimo di James Edward Finks (St. Louis, 31 agosto 1927 – Metairie, 8 maggio 1994), è stato un giocatore di football americano, allenatore di football americano, dirigente sportivo e giocatore di football canadese statunitense che ha giocato nel ruolo di quarterback e di defensive back per i Pittsburgh Steelers della National Football League (NFL) ed i Calgary Stampeders della Canadian Football League (CFL).
Egli fu inoltre assistente-allenatore dei Notre Dame Fighting Irish, squadra di football dell'Università di Notre Dame, e dei Calgary Stampeders, oltre che general manager degli Stampeders, dei Minnesota Vikings, dei Chicago Bears e dei New Orleans Saints della NFL e presidente dei Chicago Cubs della Major League Baseball (MLB). Scelto al 12º giro come 116º assoluto al Draft NFL 1949 dagli Steelers, aveva in precedenza giocato a football presso la Tulsa University. Nel 1995 fu inserito nella Pro Football Hall of Fame in qualità di contributore.

## Carriera da giocatore ed allenatore
Dopo aver frequentato dal 1946 al 1948 la Tulsa University, presso la quale nel suo anno da senior fu il secondo miglior quarterback della nazione con 1.363 yard, 7 touchdown e il 53 percento di passaggi completati, Finks fu selezionato al Draft NFL 1949 nel 12º giro come 116º assoluto dai Pittsburgh Steelers. La franchigia di Pittsburgh all'epoca ancora adottava una formazione di tipo single wing (che prevede i blocchi di tre uomini del backfield a favore del portatore di palla) costringendo Finks a giocare principalmente come defensive back e ad accumulare nel triennio 1949-51 appena 43 passaggi completi su 104 tentativi per 558 yard e 3 touchdown in 32 partite. La svolta arrivò nel 1952, in concomitanza con l'abbandono da parte degli Steelers della single wing e con l'adozione (ultima squadra nella NFL) della formazione di tipo T (che prevede invece lo schieramento di tre running back, generalmente due halfback ed un fullback, allineati circa 5 yard più indietro rispetto al quarterback): Finks divenne quarterback titolare della franchigia e chiuse la stagione con 20 touchdown passati, miglior risultato stagionale ex aequo con Otto Graham (completò inoltre 158 passaggi su 336 tentativi per 2307 yard), guadagnandosi una convocazione per il Pro Bowl del 1952.

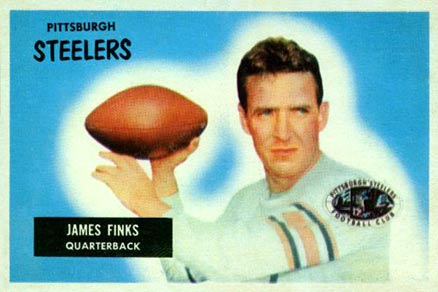
Finks con la maglia dei Pittsburgh Steelers in una card del 1955.

La sua stagione migliore tuttavia fu quella 1955, anno in cui risultò il miglior quarterback della lega per passaggi completati (165), tentativi di passaggio (344), yard passate (2270) e yard lanciate in media a partita (189,2). Ciò nonostante per Pittsburgh, che nelle 12 partite in cui fu guidata da Finks rimediò un misero record di 4-8, fu ancora una volta una stagione da dimenticare e per Finks fu l'ultima stagione come quarterback in NFL. Anni più tardi Finks, che aveva un gran senso dell'ironia e dell'umiltà, ritornando su quella stagione disse che egli fu un memorabile quarterback per gli Steelers solo perché nel 1955 "rilasciarono Johnny Unitas e tennero me". Art Rooney, storico fondatore e presidente degli Steelers era comunque di parere opposto e affermò che "Jimmy non era solamente un buono, ma un grande quarterback. Ma noi (in quegli anni) non eravamo mai stati dei grandi vincenti e lui non riuscì ad ottenere mai l'attenzione che avrebbe meritato".
Dopo aver trascorso il 1956 come assistente dell'allenatore dei Notre Dame Fighting Irish Terry Brennan, Finks si trasferì in Canada dove nel 1957 fu quarterback titolare dei Calgary Stampeders. Con la franchigia canadese, in qualità di quarterback, disputò 7 partite completando 63 passaggi su 125 per 799 yard e 6 touchdown prima di infortunarsi e mettere definitivamente la parola fine alla sua carriera da giocatore svolgendo anche il ruolo già ricoperto a Notre Dame di assistente-allenatore oltre che quello di capo-allenatore ad interim per una sola partita.

## Carriera da dirigente

### Calgary Stampeders
Il 31 ottobre 1957 Finks fu ufficialmente nominato general manager degli Stampeders, ruolo nel quale dimostrò nel corso degli anni di saper eccellere tanto da meritare, oltre a numerosi riconoscimenti, anche la fama di "costruttore di franchigie". In 8 anni (1957-1964) alla guida manageriale della franchigia canadese, egli portò a Calgary ben cinque futuri membri della Canadian Football Hall of Fame (il centro Wayne Harris, il tight end Herm Harrison, il quarterback Jerry Keeling, l'offensive tackle / defensive tackle Don Luzzi, il quarterback Joe Kapp) e tanti altri giocatori che trasformarono gli Stampeders da squadra perdente che furono per buona parte degli anni cinquanta, a squadra vincente nel corso degli anni sessanta - primi anni settanta, quando arrivò il tanto agognato trionfo in Grey Cup che mancava dalle parti di Calgary dal lontano 1948.

### Minnesota Vikings
Finks tuttavia già nel 1964 aveva lasciato gli Stampeders per andare a ricoprire il medesimo ruolo nel direttivo dei Minnesota Vikings, un'altra squadra che faceva fatica ad emergere in NFL e che in tre stagioni era riuscita a vincere appena 10 gare di stagione regolare. Ciò nonostante il nuovo GM, grazie a una serie di Draft particolarmente oculati ed alla sua abilità nel muoversi durante la free agency, riuscì nel giro di 5 anni a trasformare Minnesota in una costante pretendente al titolo nel decennio successivo. Per prima cosa Finks rinforzò la difesa ed al defensive end Jim Marshall, storica colonna della difesa vichinga già a partire dal 1961, affiancò prima Carl Eller e Gary Larsen, l'uno selezionato al primo giro del Draft NFL 1964 l'altro arrivato nel medesimo anno via trade dai Los Angeles Rams, e quindi Alan Page, anch'egli selezionato nel primo giro ma del Draft NFL 1967, allestendo così il quartetto di defensive lineman passato alla storia del football con il soprannome di Purple People Eaters.
Finks dimostrò poi tutta la sua abilità manageriale quando cedette il quarterback Fran Tarkenton (che aveva avuto dei contrasti con il capo-allenatore Norm Van Brocklin) ai New York Giants nel 1967 ed in seguito lo reingaggiò nel 1972 ottenendo sempre il massimo in entrambe le occasioni. Nel 1967 infatti, i Giants, per godere dei servigi di Sir Francis, girarono ai Vikings ben due scelte al primo giro (una prima ed una seconda scelta assoluta) e due scelte al secondo giro distribuite nell'arco di tre edizioni del Draft NFL (1967, 1968 e 1969). Finks utilizzò tali scelte per costruire l'ossatura della squadra selezionando l'offensive tackle Ron Yary, l'offensive guard Ed White, il running back Clinton Jones ed il wide receiver Bob Grim, mentre nel 1972 per riavere il quarterback MVP della NFL nel 1975 consegnò ai Giants tre giocatori, una prima scelta (24ª assoluta) al Draft NFL 1972 ed una seconda scelta al Draft NFL 1973. Per sostituire Tarkenton chiamò poi dalla CFL Joe Kapp, divenuto quarterback di successo coi BC Lions, ma che proprio Finks aveva per primo ingaggiato ai tempi della parentesi canadese alla guida degli Stampeders.
Probabilmente la mossa più lungimirante che mise in atto ai tempi dei Vikings fu quella legata alla guida tecnica della squadra, quando agli inizi del 1967 Van Brocklin aveva rassegnato le dimissioni dopo cinque stagioni su sei con record negativo e nessuna partecipazione ai playoff, ed egli per tutta risposta ingaggiò Bud Grant, un semi-sconosciuto allenatore della CFL che aveva guidato i Winnipeg Blue Bombers alla vittoria di 4 Grey Cup. Disse Finks a proposito di quest'operazione: "Lo conosco come uomo che sa come vincere e come mantenere la compostezza quando perde. E lui non è esattamente sconosciuto da queste parti visto che è stato un eccezionale atleta di college a Minnesota". Grant, assieme ai sopracitati Page, Eller, Yary ed al free safety Paul Krause (arrivato dai Washington Redskins nel 1968) fu tra i primi cinque Hall of Famer ingaggiati da Finks nel corso della sua carriera manageriale.
I frutti del lavoro di Finks cominciarono a pagare nel 1968, quando i Vikings chiusero la stagione al primo posto nella NFC Central conquistando il primo record positivo ed il primo accesso ai playoff della loro storia, uscendo poi al primo turno di post-season per mano dei Baltimore Colts. Ma a partire dall'anno successivo arrivò il trionfo nel Campionato NFL ed il susseguente approdo al Super Bowl IV, perso 23-7 contro i Kansas City Chiefs campioni AFL. Fu quella la prima di altre tre partecipazioni al Super Bowl disputate e perse dai Vikings costruiti da Finks, il quale però nel maggio 1974 rassegnò le dimissioni, dopo essere stato promosso nel 1972 a vicepresidente della franchigia per il suo brillante lavoro ed essere stato eletto nel 1973 Dirigente dell'anno della NFL. Egli appoggiava la corrente minoritaria secondo la quale che il nuovo stadio doveva coinvolgere tutto lo stato del Minnesota e non essere solamente un'operazione orientata all'area metropolitana di Minneapolis come invece sostenevano i cinque proprietari della franchigia.

### Chicago Bears
Prima dell'inizio della stagione 1974 Finks valutò l'opportunità di accettare o meno le proposte che gli arrivarono da gruppi di Seattle e Tampa Bay, entrambi in procinto di allestire squadre in NFL per la stagione 1976, ma quando si vide recapitare la medesima proposta dai Chicago Bears, gloriosa franchigia della NFL che non vinceva il titolo dal 1963, non ebbe remore e divenne il nuovo general manager e vice presidente esecutivo della franchigia dell'Illinois.
Dopo aver passato la stagione 1974 a studiare i talenti della squadra e del resto della NFL, già a partire dal 1975 Finks iniziò ad operare sulla falsariga di quanto fatto a Minnesota, e al Draft NFL 1975 selezionò con la quarta scelta assoluta un giovane di belle speranze di nome Walter Payton che da lì a poco sarebbe divenuto il running back più dominante della sua era ed ancora oggi uno dei più forti di tutti i tempi.
Di pari passo, come fatto con i Vikings, cominciò inoltre a costruire le fondamenta della squadra partendo dalla difesa che divenne anch'essa una delle più dominanti nella storia della NFL, i cui membri furono ribattezzati "Monsters of the Midway". Nel 1976 arrivò con la quarta scelta assoluta al Draft NFL il free safety Gary Fencik, quindi arrivarono nell'ordine, nel 1979 con la quarta scelta assoluta al Draft NFL il defensive end Dan Hampton, con la 19ª scelta assoluta al Draft NFL dell'anno seguente l'outside linebacker Otis Wilson e nel 1981 con la 38ª scelta assoluta il middle linebacker Mike Singletary, tramite uno scambio con i New England Patriots il defensive tackle Steve McMichael e l'undrafted rookie cornerback Leslie Frazier.
Grazie al lavoro svolto da Finks, i Bears già nel 1977 conseguirono un record positivo (9-5) che dalle parti di Chicago non si vedeva dal lontano 1967 e, pur arrivando secondi, riuscirono a strappare un posto per i playoff, ai quali addirittura non accedevano dal 1963, ma uscirono subito per mano dei Dallas Cowboys. Due anni dopo arrivò un secondo record positivo (10-6) ed una seconda partecipazione ai playoff, ma ancora una volta la corsa dei Bears era destinata ad interrompersi al primo turno di post-season per mano dei Philadelphia Eagles. Il rapporto tra le due parti ebbe una brusca interruzione nel 1982 quando Finks, non consultato dal proprietario della franchigia George Halas in merito all'ingaggio del nuovo allenatore Mike Ditka, rassegnò ancora una volta le dimissioni. Quanto fatto per i Bears però era destinato a dare frutto nel 1985, quando Chicago disputò un'eccezionale stagione regolare, chiusa con un record di 15-1, ed avanzò sino al Super Bowl XX, dominata 46-10 contro i New England Patriots. 19 dei 22 titolari erano arrivati a Chicago sotto la gestione Finks e 3 di essi (Hampton, Payton e Singletary) divennero in seguito degli Hall of Famer. Il suo contributo per i Bears fu talmente importante che dopo la sua dipartita il presidente della franchigia Mike McCaskey affermò: "Jim ci ha portato dall'essere una struttura a conduzione familiare ad un'altra che è ancora una struttura familiare, ma che include molti più elementi di gestione professionale".

### New Orleans Saints
Dopo esser stato dal 1983 al 1984 presidente ed amministratore delegato dei Chicago Cubs (ed il destino volle che proprio nel 1984 i Cubs tornarono alla vittoria della National League East Division dopo ben 39 anni), il 14 gennaio 1986 fu nominato general manager da Tom Benson, proprietario dei New Orleans Saints, una franchigia che a distanza di 19 anni dalla fondazione ancora doveva conseguire il primo record positivo della sua storia.
Per prima cosa ingaggiò un nuovo capo-allenatore, Jim E. Mora, il quale dopo aver parlato con lui rifiutò la medesima proposta avanzatagli dai Philadelphia Eagles, quindi cercò di allontanare quanto più possibile lo scomodo passato da perdente dei Saints, introducendo ad esempio nuove uniformi recanti su fianchi e maniche il logo della Louisiana. Sempre attento alle esigenze ed alla voce dei tifosi, Finks spostò i campi di allenamento più vicino a New Orleans, invitando i tifosi a partecipare frequentemente alle sessioni di allenamento.
Dopo una prima stagione chiusa ancora al quarto posto della NFC West con un record negativo (7-9), già nel 1987 i Saints riuscirono finalmente a conquistare il primo record positivo della loro storia, un ottimo 12-3 che fu sufficiente per accedere ai playoff ma non bastò loro per conquistare anche il primo titolo divisionale della loro storia. Nello stesso anno, per il gran lavoro svolto a New Orleans nell'arco già di due soli anni, Finks fu per la seconda ed ultima volta in carriera premiato come Dirigente dell'anno della NFL. Da quel momento, con Finks in dirigenza, i Saints non chiusero più nemmeno una stagione con un bilancio negativo, conquistando il primo titolo di division della loro storia nel 1991 e centrando i playoff per altri tre anni consecutivi (1990, 1991 e 1992), uscendo tuttavia sempre al primo turno.
Nel 1993 Finks si ammalò di cancro ai polmoni e nel giro di un anno morì.

## Palmarès

### Da giocatore

#### Individuale
- Convocazioni al Pro Bowl: 1

1952
- Leader della NFL in passaggi da touchdown: 1

1952 (ex aequo con Otto Graham)
- Leader della NFL per yard passate: 1

1955

### Da general manager
- Dirigente dell'anno della NFL: 2

1973, 1987
- Pro Football Hall of Fame (Classe del 1995)
- Minnesota Vikings Ring of Honor (Classe del 1998)
- New Orleans Saints Hall of Fame (Classe del 1994)
- Calgary Stampeders Wall of Fame (Classe del 2010)
- Allstate Sugar Bowl Greater New Orleans Sports Hall of Fame (Classe del 1993)
- Louisiana Sports Hall of Fame (Classe del 2000)

## Statistiche
CFL
| Partite disputate   | 7   |
| Passaggi tentati    | 125 |
| Passaggi completati | 63  |
| Yard passate        | 799 |
| Touchdown passati   | 6   |
| Intercetti subiti   | 10  |

NFL
| Partite disputate   | 79    |
| Passaggi tentati    | 1.382 |
| Passaggi completati | 661   |
| Yard passate        | 8.622 |
| Touchdown passati   | 55    |
| Intercetti subiti   | 88    |
| Passer rating       | 54,7  |